# Военно-промышленный комплекс СССР
Военно-промышленный комплекс СССР (ВПК СССР) — постоянно действовавшая система взаимосвязей субъектов экономической и социально-политической структуры советского общества, связанных с обеспечением военной безопасности СССР. Сформировался в послевоенные годы, в условиях холодной войны. На развитие военно-промышленного комплекса в СССР шло более ⅓ всех материальных, финансовых и научно-технических ресурсов страны.

Основное звено «Экономика военная» — военная промышленность. Ядро её составляет промышленность вооружения: авиаракетная и атомная, военное судостроение, производство военной радиоэлектроники, бронетанковой техники, боеприпасов, артиллерийско-стрелкового вооружения и др— БСЭ
Термин «Военно-промышленный комплекс» применительно к СССР не использовался. Вместо этого говорили «оборонная промышленность СССР». Сокращение же «ВПК» означало Военно-промышленную комиссию при Президиуме Совета Министров СССР.

## Структура
В разных исторических условиях состав учреждений, ответственных за формирование советского военно-промышленного комплекса, был различным. В 1927 году, кроме Наркомата по Военным и Морским делам СССР выполняющими «оборонные» функции считались:
- ОГПУ
- Главное Управление Военной Промышленности при ВСНХ СССР (ГУВП ВСНХ)
- Особые Технические Бюро
- Наркомат Путей Сообщения
- Наркомат Торговли
- Наркомат Почты и Телеграфа
- Наркомат Труда
- местные учреждения Воздушно-Химической обороны

Единым центром их стратегического и оперативного управления являлся Совет Труда и Обороны при СНК СССР.
Тридцать лет спустя, в 1957 году, кроме Министерства обороны СССР и Министерства оборонной промышленности СССР, непосредственно выполняющими «оборонные» функции считались:
- Министерство общего машиностроения СССР
- Министерство среднего машиностроения СССР
- Министерство авиационной промышленности СССР
- Министерство судостроительной промышленности СССР
- Министерство радиотехнической промышленности СССР
- Комитет государственной безопасности при СМ СССР
- Государственный Комитет по использованию атомной энергии
- Главное Управление государственных материальных резервов
- Главное инженерное управление Государственного комитета по внешнеэкономическим связям
- Главспецстрой при Госмонтажспецстрое
- организация п/я № 10
- ДОСААФ
- ЦК «Динамо»
- Всеармейское военно-охотничье общество

Также к оборонным министерствам относились:
- Министерство электронной промышленности СССР
- Министерство промышленности средств связи СССР.

Центрами их стратегического и оперативного управления являлись Совет обороны СССР и Комиссия Президиума Совета Министров СССР по военно-промышленным вопросам.

## География ВПК
Советский военно-промышленный комплекс имел обширную географию. В самых разных уголках страны шла интенсивная добыча сырья необходимого в производстве атомного и ядерного оружия, производство стрелкового и артиллерийского вооружения, боеприпасов, выпуск танков, самолётов и вертолётов, кораблестроение, велись научно-исследовательские и опытно-конструкторские работы:
- Предприятия авиационной промышленности имеются практически во всех экономических районах страны, однако наиболее мощно они сконцентрированы в Москве и Подмосковье. Среди крупнейших центров отрасли можно выделить Москву (самолёты серий МиГ, Су и Як, вертолёты серии Ми), Люберцы (вертолёты Ка), Горький (самолёты МиГ), Саратов (самолёты Як), Казань (самолёт Ту-160, вертолёты Ми), Таганрог (гидросамолёты А и Бе), Иркутск и Комсомольск-на-Амуре (самолёты Су), Арсеньев (самолёт Ан-74, вертолёты серии Ка), Улан-Удэ (самолёты Су и МиГ, вертолеты Ми). Авиационные двигатели выпускали предприятия Калуги, Москвы, Рыбинска, Перми, Ленинграда, Уфы и других городов.
- Производство ракетно-космической техники является одной из наиболее важных отраслей ВПК. Крупнейшие научно-исследовательские и конструкторские организации отрасли сосредоточены в Москве, Подмосковье (Дубна, Королёв, Реутов, Химки), Миассе и Железногорске. 
 Москва и Подмосковье также являются важными центрами по выпуску ракетно-космической техники. Так, в Москве создавались баллистические ракеты, долговременные орбитальные станции; в Королёве — баллистические ракеты, искусственные спутники Земли, космические корабли; авиационные ракеты класса «воздух-поверхность», в Жуковском — зенитные ракетные комплексы средней дальности, в Дубне — противокорабельные сверхзвуковые ракеты, в Химках — ракетные двигатели для космических систем (НПО «Энергомаш»). Баллистические ракеты выпускали предприятия Воткинска («Тополь-М»), Златоуста и Красноярска (для подводных лодок).
  - Ракетные двигательные установки производят в Воронеже, Перми, Нижней Салде и Казани; различные космические аппараты — в Железногорске, Омске, Самаре.
  - Уникальное стартовое оборудование для ракетно-космических комплексов изготовляют в Юрге.
  - Крупнейшим российским космодромом является космодром «Плесецк» в Архангельской области (на космодроме с 1966 года было произведено более полутора тысяч запусков различных космических аппаратов. Кроме того, он одновременно является и военным полигоном).
  - Ведущие центры управления космическими полётами расположены в Подмосковье; в Королёве находится знаменитый Центр управления полетами (ЦУП).
- Системы артиллерийского вооружения и запасные части к ним выпускали предприятия Волгограда, Екатеринбурга, Нижнего Новгорода, Перми («Град», «Ураган», «Смерч»), Подольска и других городов.
- Своим стрелковым оружием всемирно известны Ижевск, Ковров, Тула (автомат АК-74, снайперская винтовка СВД, гранатомет АГС «Пламя», гладкоствольное оружие), Вятские Поляны. Разработка уникального стрелкового оружия ведётся в Климовске.
- Основными центрами бронетанковой промышленности являлись Харьков (танки Т-54, Т-64, Т-80УД, бронетягачи МТ-ЛБ), Нижний Тагил (танки Т-55, Т-62, Т-72) и Омск (танки Т-80), Волгоград (бронетранспортёры), Курган (боевые машины пехоты) и Арзамас (бронемашины).
- Военное судостроение по сегодняшний день сосредоточено в Санкт-Петербурге (подводные лодки, атомные ракетные крейсеры), Северодвинске (атомные подводные лодки), в Нижнем Новгороде и Комсомольске-на-Амуре.
- Производство боеприпасов в основном сосредоточено на многочисленных заводах Центрального, Волго-Вятского, Поволжского, Уральского и Западно-Сибирского районов.
- Химическое оружие производилось в СССР ещё с 1920-х гг. Длительное время его выпускали предприятия Березников, Волгограда, Дзержинска, Новочебоксарска и Чапаевска. В настоящее время исключительно сложной проблемой для Российской Федерации является уничтожение гигантского арсенала накопленного химического оружия. Основными базами хранения химического оружия являются Горный (Саратовская область), Камбарка и Кизнер (Удмуртия), Леонидовка (Пензенская область), Марадыковский (Кировская область), Почеп (Брянская область), Щучье (Курганская область).
- Ядерное оружие. До распада Советского Союза добыча урановой руды велась во многих республиках (РСФСР, УССР, Казахская ССР, Таджикская ССР, Узбекская ССР). Закись-окись урана выпускали предприятия городов Жёлтые Воды (Украина, Днепропетровская область — ВГОК), Степногорска (Казахстан, Акмолинская область — ЦГХК), Чкаловска (Таджикистан, Худжандская область — ЛГХК), Навои (Узбекистан, Навоийская область — НГМК). Из довольно многочисленных месторождений урановой руды в России в настоящее время разрабатывается только одно — в районе города Краснокаменска в Читинской области. Здесь же, на Приаргунском горно-химическом производственном объединении, выпускается и урановый концентрат.
  - Обогащение урана ведётся в Зеленогорске, Новоуральске, Северске и в Ангарске.
  - Центрами по наработке и выделению оружейного плутония являлись[5] Железногорск, Озёрск и Северск.
  - Ядерные боеприпасы собираются в городах Заречный, Лесной, Саров и Трёхгорный. Крупнейшими научно-производственными центрами ядерного комплекса по разработке и производству ядерных боеприпасов являются Саров[Прим. 1] и Снежинск. Наконец, утилизация ядерных отходов — ещё одна отрасль специализации Снежинска.
  - Советские атомные и водородные бомбы проходили испытания на Семипалатинское полигоне (современный Казахстан) и на Новоземельском полигоне (архипелаг Новая Земля).

## ВПК и развитие технологий
На базе военно-промышленного комплекса были созданы отрасли высоких технологий — авиакосмическая, атомная энергетика, телерадиотехника, электроника, биотехнология и другие.

## Оценки и мнения
В зарубежной историографии факт существования в СССР военно-промышленного комплекса, в указанном смысле («слияния интересов милитаризованных социальных структур»), не вызывал сомнений, как и у его советского функционера КПСС В. Фалина:

…Однако наш ВПК не поддавался конверсии. Метастазы милитаризма поразили властные структуры, госаппарат, науку, экономику страны. Сошлюсь на то, что 83 % ученых и технологов занимались военной и паравоенной тематикой. Больше четверти ВВП Советского Союза поглощал ненасытный Молох.— Валентин Фалин: США и агония СССР
Есть точка зрения, что СССР, по характеру политической и экономической системы, организации власти и управления, благодаря коммунистической идеологии и соответствующим устремлениям советского руководства, сам по себе является военно-промышленным комплексом. Как пишет в этой связи Дэвид Холлоуэй:
Советский Союз не имеет военно-промышленного комплекса, он сам им является
Оригинальный текст (англ.)the Soviet Union does not have a military-industrial complex, but is such a complexДэвид Холлоуэй
Есть группа авторов, которая не разделяет идеологизированного подхода к изучению советского ВПК; считает, например, что за отсутствием ярко выраженных согласованных интересов (complementary interests) производителей оружия и военных, для СССР «военно-промышленный комплекс» эквивалентен понятию «оборонная промышленность» (англ. defence industry), представляет совокупность предприятий, специализирующихся в мирное время на производстве продукции военного потребления. Иногда ими употребляется понятие «оборонный комплекс» (англ. defence complex), под которым подразумевается совокупность отраслей промышленности, подчинённых специальным наркоматам (министерствам): авиационной, судостроительной, радиотехнической и тому подобной промышленности.
В научном обороте также используется понятие «оборонный сектор» (англ. defence sector), под которым подразумевается система взаимоотношений между Министерством обороны СССР и промышленными министерствами — производителями военной продукции.
В последние десять лет в отечественных и зарубежных средствах массовой коммуникации о советском военно-промышленном комплексе и его проблемах высказано много как здравых, так и вздорных суждений, построенных на обобщении отдельных фактов или примеров, в том числе ретроспективного характера. Одни авторы при этом утверждают, что военно-промышленный комплекс СССР — источник научно-технического прогресса и позитивных изменений в жизни советского общества, другие, наоборот, что это — «социальный монстр», источник социально-политического застоя и других отрицательных явлений.